# Гравиус, Кристос
Кристос Эмиль Гравиус (швед. Christos Emil Gravius; род. 14 октября 1997, Сольна, Стокгольм) — шведский футболист, полузащитник клуба «Дегерфорс».

## Клубная карьера
Начинал заниматься футболом в клубе «Викшё». В 10-летнем возрасте перебрался в академию столичного АИК, где стал выступать за различные молодёжные команды. В октябре 2014 года подписал первый профессиональный контракт, рассчитанный на три года. 9 апреля 2015 года в матче первого тура нового чемпионата против «Мальмё» впервые попал в заявку команды, но на поле не появился. Дебютировал в чемпионате Швеции в составе АИК 12 июля в домашней игре с «Сундсваллем», появившись на поле на 87-й минуте вместо Эбенезера Офори. В сентябре было объявлено, что в рамках сотрудничества между клубами Гравиус может также привлекаться к играм «Васалунда», выступающего в первом дивизионе. Принял участие только в одной игре фарм-клуба. 6 сентября отыграл полтора тайма в матче с «Браге», после чего был заменён. 30 января 2017 года контракт с АИК был продлён. Новый срок соглашения составил четыре года.
В марте 2017 года на правах аренды до конца сезона перешёл «Йёнчёпингс Сёдру». Первую игру за новый клуб в чемпионате Швеции провёл 9 апреля против «Хальмстада». Встреча завершилась результативной ничьей 2:2, а Гравиус, вышедший в стартовом составе, был заменён на 79-й минуте. В общей сложности за время аренды принял участие в 9 играх.
4 января 2018 года отправился в аренду в «Дегерфорс» из Суперэттана. Дебютировал за клуб 19 февраля в матче группового этапа кубка Швеции против «Юргордена», в котором «Дегерфорс» разгромно уступил сопернику со счётом 0:6. В первом сезоне в Суперэттане принял участие в 29 играх, пропустив лишь одну из-за перебора жёлтых карточек. В феврале следующего года клуб ещё раз взял Кристоса в аренду. По окончании аренды на постоянной основе стал игроком «Дегерфорса», подписав с командой двухлетний контракт. В сезоне 2020 года принял участие в 28 матчах в Суперэттане, в которых забил 3 мяча. В итоговой турнирной таблице «Дегерфорс» занял второе место и завоевал путёвку в Аллсвенскан на будущий сезон. 12 апреля 2021 года дебютировал в составе клуба в чемпионате Швеции в матче со своей бывшей командой АИК.

## Карьера в сборной
Выступал за юношеские сборные Швеции различных возрастов. В составе сборной до 19 лет дебютировал 16 сентября 2014 года в товарищеском матче с Норвегией.

## Достижения
АИК
- Серебряный призёр чемпионата Швеции: 2016
- Бронзовый призёр чемпионата Швеции: 2015

Дегерфорс
- Серебряный призёр Суперэттана: 2020

## Клубная статистика
| Выступление      | Выступление      | Выступление      | Лига | Лига | Кубки | Кубки | Конт. кубки | Конт. кубки | Итого | Итого |
| Клуб             | Лига             | Сезон            | Игры | Голы | Игры  | Голы  | Игры        | Голы        | Игры  | Голы  |
| ---------------- | ---------------- | ---------------- | ---- | ---- | ----- | ----- | ----------- | ----------- | ----- | ----- |
| АИК              | Аллсвенскан      | 2015             | 1    | 0    | 1     | 0     | 0           | 0           | 2     | 0     |
| АИК              | Аллсвенскан      | 2016             | 9    | 0    | 4     | 0     | 2           | 0           | 15    | 0     |
| АИК              | Итого            | Итого            | 10   | 0    | 5     | 0     | 2           | 0           | 17    | 0     |
| Васалунд         | Дивизион 1       | 2015             | 1    | 0    | 0     | 0     | 0           | 0           | 1     | 0     |
| Васалунд         | Итого            | Итого            | 1    | 0    | 0     | 0     | 0           | 0           | 1     | 0     |
| Йёнчёпингс Сёдра | Аллсвенскан      | 2017             | 9    | 0    | 1     | 0     | 0           | 0           | 10    | 0     |
| Йёнчёпингс Сёдра | Итого            | Итого            | 9    | 0    | 1     | 0     | 0           | 0           | 10    | 0     |
| Дегерфорс        | Суперэттан       | 2018             | 29   | 0    | 2     | 0     | 0           | 0           | 31    | 0     |
| Дегерфорс        | Суперэттан       | 2019             | 27   | 1    | 4     | 0     | 0           | 0           | 31    | 1     |
| Дегерфорс        | Суперэттан       | 2020             | 28   | 3    | 1     | 1     | 0           | 0           | 29    | 4     |
| Дегерфорс        | Аллсвенскан      | 2021             | 14   | 0    | 1     | 0     | 0           | 0           | 15    | 0     |
| Дегерфорс        | Итого            | Итого            | 98   | 4    | 8     | 1     | 0           | 0           | 106   | 5     |
| Всего за карьеру | Всего за карьеру | Всего за карьеру | 118  | 4    | 14    | 1     | 2           | 0           | 134   | 5     |